# Cybister procax
Cybister procax är en skalbaggsart som beskrevs av Guignot 1947. Cybister procax ingår i släktet Cybister och familjen dykare.

## Underarter
Arten delas in i följande underarter:
- C. p. procax
- C. p. vicinatus